# (500327) 2012 SY8
(500327) 2012 SY8 es un asteroide perteneciente al cinturón de asteroides, descubierto el 17 de septiembre de 2012 por el equipo del Spacewatch desde el Observatorio Nacional de Kitt Peak, Arizona, Estados Unidos.

## Designación y nombre
Designado provisionalmente como 2012 SY8.

## Características orbitales
2012 SY8 está situado a una distancia media del Sol de 2,875 ua, pudiendo alejarse hasta 3,242 ua y acercarse hasta 2,507 ua. Su excentricidad es 0,127 y la inclinación orbital 9,689 grados. Emplea 1780,82 días en completar una órbita alrededor del Sol.

## Características físicas
La magnitud absoluta de 2012 SY8 es 16,5.